# Harboøre Tange
Harboøre Tange eller Harboør Tange er en cirka 10 km lang sandtange mellem Limfjorden og Vesterhavet, der går fra Harboøre til Thyborøn i Lemvig Kommune. Tangen er under konstant nedbrydning af vesterhavsstorme og sandvandring, og fra 1870'erne begyndte man derfor at bygge høfder langs kysten for at sikre den.
På Rønland ligger kemikaliefabrikken Cheminova, som blev berygtet for forurening og nedgravede kemikaliedepoter fra slutningen af 1950'erne og frem til starten af 1960'erne, og senere på stranden ved Høfde 42.
Staten ejer et område på 2.400 ha på Harboøre og Agger Tanger, der blev fredet i 1984 og er beskyttet som fuglebeskyttelsesområde i henhold til Ramsar-konventionen fra EF.
I vikingetiden var det muligt at sejle fra Limfjorden til Vesterhavet, sandsynligvis ud af Nissum Bredning, men omkring år 1100 sandede passagen til. Ved en stormflod i 1825 brød havet igennem igen og dannede Agger Kanal, der lå lidt nordligere end den nuværende Thyborøn Kanal. Thyborøn Kanal opstod ved en senere stormflod i 1862.